# Bjerknes (cráter)
Bjerknes es un cráter de impacto que se encuentra en el hemisferio sur de la cara oculta de la Luna, en una zona escarpada. El cráter se localiza por detrás del extremo sudeste visible, más allá de la región que a veces se pone en la vista mediante la libración. Por lo tanto, este cráter no se puede ver completo desde la Tierra, y solo se ha observado desde naves espaciales en órbita. Cráteres cercanos son Clark al este, y Pogson al sursudoeste.

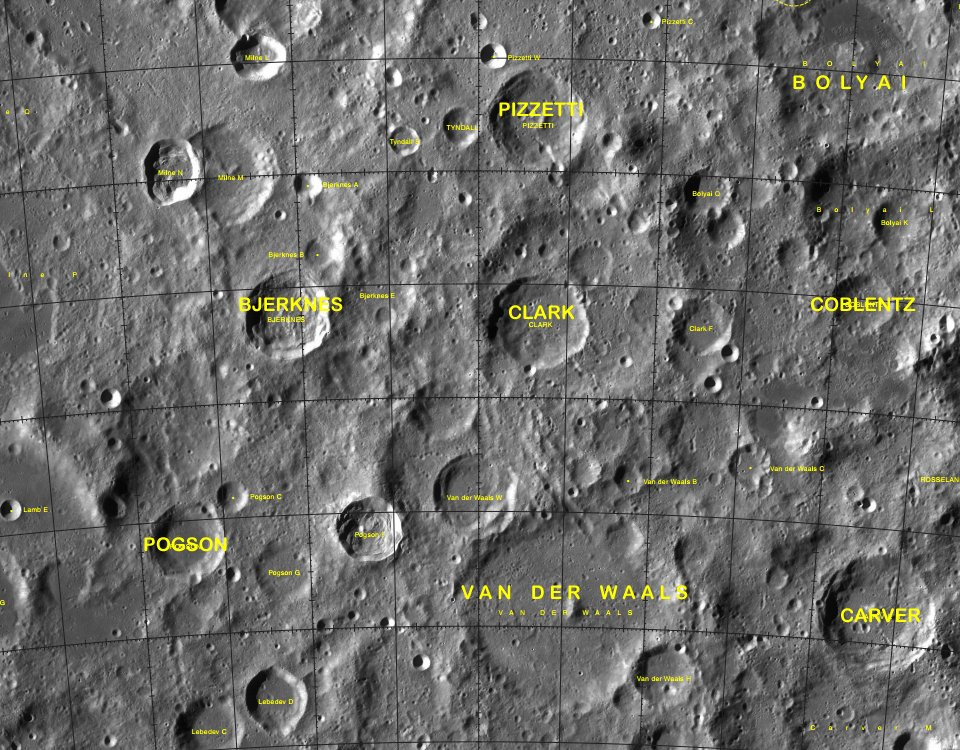
Localización de Bjerknes (a la izquierda del centro de la imagen)

El contorno del cráter es generalmente circular, pero con algunas irregularidades leves a lo largo del cuadrante noreste. El borde es relativamente afilado, y muestra poca apariencia de desgaste. El piso interior es áspero e irregular, comenzando con el material caído en la base de las paredes interiores.
El cráter se llama así en honor a Vilhelm Bjerknes, un pionero en el campo de la predicción climatológica.

## Cráteres satélite
Por convención estos elementos son identificados en los mapas lunares poniendo la letra en el lado del punto medio del cráter que está más cerca de Bjerknes.

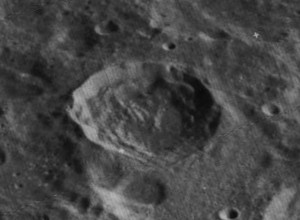
Vista oblicua de Bjerknes

|          | \| Bjerknes \| Coordenadas \| Diámetro \| \| -------- \| ------------------------------- \| -------- \| \| A \| 36°00′S 113°42′E / -36.0, 113.7 \| 18 km \| \| B \| 37°12′S 113°48′E / -37.2, 113.8 \| 20 km \| \| E \| 38°00′S 115°00′E / -38.0, 115.0 \| 54 km \| |          |
| Bjerknes | Coordenadas | Diámetro |
| A        | 36°00′S 113°42′E / -36.0, 113.7 | 18 km    |
| B        | 37°12′S 113°48′E / -37.2, 113.8 | 20 km    |
| E        | 38°00′S 115°00′E / -38.0, 115.0 | 54 km    |